# Ned Hanigan
Ned Hanigan (Dubbo, 11 aprile 1995) è un rugbista a 15 australiano, che può giocare sia come seconda linea sia come flanker e che dal 2021 milita nei Kurita Water Gush.

## Biografia
Hanigan nacque a Dubbo e crebbe a Coonamble, entrambe cittadine del New South Wales; nel 2008 si trasferì a Sydney per frequentare il St Joseph's College e, nel 2013, durante il suo ultimo anno nella scuola fu convocato e giocò per la rappresentativa nazionale di rugby degli studenti australiani.
Nel 2014 iniziò un corso di scienze presso l'University of New South Wales e, in contemporanea, prese parte allo Shute Shield, campionato regionale del New South Wales, nelle file del Randwick DRUFC, club con il quale giocò tre stagioni consecutive. 
Debuttò nel National Rugby Championship nell'agosto del 2015 nelle file dei NSW Country Eagles, con la stessa squadra raggiunse la finale, poi persa, nell'annata seguente, quella del 2016.
I Waratahs lo aggregarono alla squadra estesa di preparazione per il Super Rugby 2015, ma dovette aspettare l'anno successivo per debuttare nella franchigia australiana.
A livello internazionale, Hanigan, con la maglia della nazionale australiana giovanile, prese parte all'edizione del 2015 del mondiale di categoria, venendo nominato miglior giocatore della sua rappresentativa nella competizione. Nel maggio 2017 il commissario tecnico dell'Australia Michael Cheika lo convocò nella squadra per affrontare i test match estivi di giugno, nei quali fece il suo debuttò contro Figi e, successivamente, disputò anche le altre due partite contro Italia e Scozia. Con la maglia dei Wallabies, Hanigan prese parte al The Rugby Championship 2017 del quale giocò tutti gli incontri tranne l'ultimo contro l'Argentina.